# Ecnomus puntung
Ecnomus puntung is een schietmot uit de familie Ecnomidae. De soort komt voor in het Oriëntaals gebied.